# Xenorma leucocrypta
La Xenorma leucocrypta es una polilla de la familia Notodontidae. Fue descrita por Dognin en 1909. Se encuentra en Brasil y Venezuela.
Las larvas se alimentan de especies de Cecropia.